# Лозно-Олександрівська селищна територіальна громада
Лозно-Олександрівська селищна територіальна громада — територіальна громада в Україні, в Сватівському районі Луганської області. Адміністративний центр — селище Лозно-Олександрівка.
Площа громади — 255,94 км², населення — 2684 мешканці (2018).
Утворена 8 лютого 2018 року шляхом об'єднання Лозно-Олександрівської селищної ради та Мирненської, Солідарненської сільських рад Білокуракинського району.
У 2020 році переутворена шляхом об'єднання Лозно-Олександрівської селищної, Мирненської, Солідарненської, Шарівської сільських рад Білокуракинського району та Вівчарівської і Привільської сільських рад Троїцького району.

## Населені пункти
У складі громади: селища Лозно-Олександрівка, Мирне; села: Березівка, Вівчарове, Вільшани, Гладкове, Головкове, Дуванка, Калинова Балка, Кочине-Розпасіївка, Лозне, Лугове, Маслакове, Миколаївка, Новопокровка, Няньчине, Олексапіль, Петрівка, Попасне, Привілля, Солідарне, Трудродительське, Чапліївка, Шарівка, Шахове.